# Zygnemataceae
Zygnemataceae, porodica biljaka parožina (Charophyta) u redu Zygnematales. Preko 1100 vrsta u 22 roda. Po broju vrsta najveći rodovi su Spirogyra (537), Zygnema (211) i Mougeotia (174)

## Rodovi
1. Debarya Wittrock
2. Ghosella Randhawa
3. Hallasia Rosenvinge
4. Lloydina A.Ahmad & M.Goldstein
5. Mesocarpus Hassall
6. Mougeotia C.Agardh
7. Mougeotiella Yamagishi
8. Mougeotiopsis Palla
9. Neozygnema Yamagishi
10. Ovoidites Potonié
11. Sangirellum A.K.Mahato & P.Mahato
12. Sirocladium Randhawa
13. Sirogonium Kützing
14. Spirogyra Link
15. Staurospermum Kützing
16. Temnogametum West & G.S.West
17. Temnogyra I.F.Lewis
18. Transeauina Guiry
19. Trigonum A.K.Mahato & P.Mahato
20. Zygnema C.Agardh
21. Zygnemopsis (Skuja) Transeau
22. Zygogonium Kützing